# Ron McGovney
Ron McGovney (ur. 2 listopada 1963) – pierwszy basista zespołu Metallica.
Pierwotnie dołączył do pierwszego zespołu, w którym grał James Hetfield – Obsession – jako technik gitarowy Hetfielda. Później grał na basie w zespole Phantom Lord, który Hetfield założył po przeprowadzce do Brea, choć nie umiał grać na gitarze basowej i nie posiadał instrumentu; nauki gry udzielał mu Hetfield.
Nie nagrał z nim jednak żadnej płyty studyjnej (podobnie jak Dave Mustaine), choć brał udział w nagrywaniu pierwszych dem. Ostatecznie ówcześni członkowie Metalliki nie przyznali mu udziału przy tworzeniu któregokolwiek z utworów (w przeciwieństwie do Mustaine’a, którego nazwisko widnieje przy sześciu), argumentując to tym, iż „nie przyczynił się do niczego, tylko naśladował”. Po odejściu z Metalliki przestał grać, lecz po kilku latach przerwy dołączył do zespołu Phantasm, któremu pomógł nagrać jedyną płytę. Rozczarowany światem muzyki wyprzedał cały swój sprzęt, by nigdy już do niego nie powrócić. W Metallice zastąpił go Cliff Burton. Ron w 15 lat po tym jak opuścił rodzinny band wyprzedał większość swych rzeczy związanych z zespołem na aukcji internetowej eBay. Pośród tych przedmiotów nie znalazła się gitara basowa, której używał grając w Metallice.
W grudniu 2011 na obchodach trzydziestej rocznicy aktywności scenicznej Metalliki wystąpił jako gość.